# Ludwig Wolff (General, 1893)

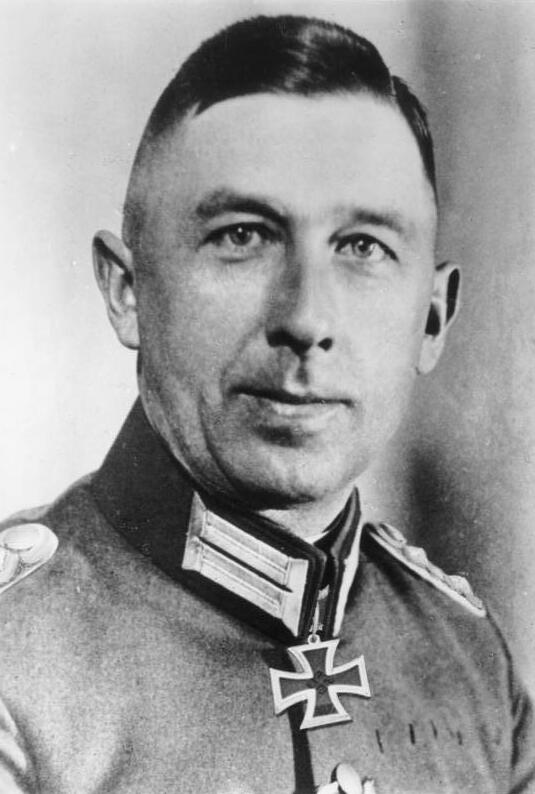
Ludwig Wolff vor seiner schweren Gesichtsverwundung im Mai 1940; das Ritterkreuz wurde nachträglich hineinretuschiert.

Ludwig Wolff (* 3. April 1893 in Chemnitz; † 9. November 1968 in Mannheim) war ein deutscher General der Infanterie im Zweiten Weltkrieg.

## Leben
Wolff begann seine militärische Laufbahn 1912 im Infanterie-Regiment „Kronprinz“ (5. Königlich Sächsisches) Nr. 104. Als Leutnant (seit 1913) und Adjutant des I. Bataillons nahm er am Ersten Weltkrieg teil und wurde an der Westfront eingesetzt.
Nach Kriegsende erfolgte seine Übernahme als Oberleutnant in die Reichswehr, wo er u. a. nach seiner Beförderung zum Hauptmann am 1. Mai 1924 als Chef der 4. Kompanie des 11. (Sächsisches) Infanterie-Regiments in Leipzig eingesetzt wurde. Mit der Beförderung zum Major kam Wolff 1934 als Taktiklehrer in die Kriegsschule in Dresden. Im Oktober 1937 wurde er als Oberstleutnant der Kommandeur des Infanterie-Regiments 10, ab Februar 1939 als Oberst der Kommandeur des Infanterie-Regiments 192.
Während des Westfeldzuges wurde Wolff 1940 in Belgien schwer im Gesicht verwundet. In Brüssel wurde er mehrfach operiert. Zur Nachbehandlung kam er in die Westdeutschen Kliniken nach Düsseldorf. Im Oktober 1941 wurde Wolff Kommandeur der 22. Infanterie-Division. Ab 17. Oktober 1941 erkämpften seine Truppen an der Landenge von Perekop den Zugang auf die Krim. Im Juni 1942 gelang seiner Division bei der Eroberung von Sewastopol als erster deutscher Verband der Durchbruch zur Sewernaja-Bucht.
Wolff wurde Inspekteur des Erziehungs- und Bildungswesens des Heeres und am 1. Dezember 1942 zum Generalleutnant befördert. Ab Dezember 1943 war er Kommandeur des XXXIII. Armeekorps und Befehlshaber Mittelnorwegen (bis 10. August 1944). Ab 1944 war er General der Infanterie. Von September bis Dezember 1944 befand sich Wolff in Berlin im Lazarett. Ab 1945 war er Inspekteur der ungarischen Verbände im Ersatzheer. Im Mai geriet er in US-amerikanische Kriegsgefangenschaft, aus der er im Juni 1947 entlassen wurde.

## Auszeichnungen
- Eisernes Kreuz (1914) II. und I. Klasse[1]
- Preußische Rettungsmedaille am Bande[1]
- Ritterkreuz des Militär-St.-Heinrichs-Ordens[1] am 19. September 1916[2]
- Ritterkreuz II. Klasse des Sächsischen Verdienstordens mit Schwertern[1]
- Ritterkreuz II. Klasse des Albrechts-Ordens mit Schwertern[1]
- Spange zum Eisernen Kreuz II. und I. Klasse
- Ritterkreuz des Eisernen Kreuzes mit Eichenlaub[3]
  - Ritterkreuz am 26. Mai 1940
  - Eichenlaub am 22. Juni 1942 (100. Verleihung)
- Deutsches Kreuz in Gold am 8. Februar 1942[3]